# 切里格羅夫 (北卡羅萊納州卡斯韋爾縣)
切里格羅夫（英語：Cherry Grove）是位於美國北卡羅萊納州卡斯韋爾縣的非建制地區。

## 歷史
切里格羅夫的郵局於1882年設立，其後於1905年停運。

## 地理
切里格羅夫所處的海拔為高於海平面235米（即771英呎），而該地所採用的時區為UTC-5，即北美东部时区（EST）。同時該地設有夏令時間，為UTC-5調快一小時，即UTC-4（EDT）。